# Daniel Irézabal Goti
Daniel Irezábal Goti (c. 1881–1937) fue un militar español.

## Biografía
En julio de 1936, al estallido de la Guerra civil, era jefe de la caja de recluta de Bilbao. Se mantuvo fiel a la República, mandando diversas unidades. Durante la ofensiva de Villarreal mandó una de las columnas republicanas que atacaron la población, a finales de 1936. Durante la campaña de Vizcaya mandó la 4.ª División del Cuerpo de ejército vasco. Ascendido al rango de coronel, en el seno del Ejército del Norte fue inspector de Enseñanza militar.
Capturado por los franquistas, fue encarcelado. Sería fusilado en Bilbao el 18 de diciembre de 1937.